# Miloš Stojanović
Pour les articles homonymes, voir Stojanović.
Милош Стојановић, latinisé en Miloš Stojanović, né le 25 décembre 1984, est un footballeur serbe évoluant au poste d'attaquant. Il joue au Pattaya United depuis 2017.

## Biographie
Dans son pays, il est vice-champion de deuxième division lors de la saison 2007-2008 puis il ne fait mieux qu'une quatrième place en première division. Il remporte la Coupe de Serbie en 2013 et termine meilleur buteur du championnat avec 19 buts.
Pendant deux saisons en Bosnie-Herzégovine, il joue deux saisons en première division et est finaliste de la Coupe de Bosnie lors de la saison 2006-2007.
Il joue une demi-saison en première division slovaque, avec le promu ViOn Zlaté Moravce. Il ne termine pas la saison et retourne en Serbie. Au début de la saison 2012-2013, il joue deux matchs en Ligue Europa avec le club du FK Jagodina.
Lors de son passage en Chine, il joue en première division mais avec son club, il termine dernier du championnat. 
Après cela, il part en Corée du Sud : avec Gyeongnam, il termine barragiste et même s'il marque un but lors de ces barrages, il ne peut empêcher la descente en deuxième division. Lors de la saison suivante, il termine neuvième du championnat. Lors de la saison 2016, il change de club pour aller à Busan et réussit à se qualifier pour les barrages pour la première division mais le club est éliminé et n'accède pas à la division supérieure. 
Ensuite, il part en Thaïlande pour le club de Pattaya United en première division. Il termine huitième et meilleur buteur de son club (15 buts), sans remporter de titre.

## Distinctions collectives
- Coupe de Serbie
  - Vainqueur en 2012-2013

## Distinctions personnelles
- Meilleur buteur du championnat de Serbie en 2012-2013 avec 19 buts